# The Gits
The Gits — панк-рок-группа из Сиэтла, существовавшая с 1986 по 1993.
Главной особенностью их звучания был необузданный, уличный вокал Мии Сапаты. В своих песнях она пела о своей внутренней борьбе, выпивке, смерти, выживании, отчаянии.
Группа распалась в июле 1993, после дикого убийства Мии, которую изнасиловали и убили ночью, когда она возвращалась домой. Это преступление оставалось нераскрытым до 2004 года.

## Состав
- Миа Сапата — вокал
- Джо Сплин — гитара
- Мэтт Дрезднер — бас
- Стив Мориарти — ударные

## История

### The Gits
The Gits впервые собрались в 1986 году, в Antioch College, Ohio. Они назвали себя Snivelling Little Rat Faced Gits, но скоро сократили название до просто «The Gits».
В 1988 они записали и самостоятельно выпустили свой «неофициальный» дебютный альбом (эта запись не получила широкого распространения до 1996 года, когда альбом был переиздан Broken Rekids label как Kings & Queens). Затем, после окончания школы
группа переехала в Сиэтл, в поисках больших возможностей.
После приезда в Сиэтл группа открыла магазин возле 'Крысиного дома', здания в округе Capitol Hill, где музыканты жили и репетировали. Они быстро влились в местное музыкальное движение, и нашли многих друзей и почитателей, в основном среди панк-рокеров. Первый их «официальный» релиз вышел в 1990 году в виде сингла «Precious Blood», выпущенного местной звукозаписывающей компанией Big Flaming Ego Records.
Сингл был вскоре дополнен ещё двумя синглами («Second Skin» (1991), «Spear & Magic Helmet» (1991), также известный как Bobbing For Pavement compilation (Rathouse/Broken Rekids, 1991), которые представили The Gits среди лучших групп Сиэтла.
В 1992 году группа записала и выпустила дебютный альбом Frenching the Bully на местной компании C/Z Records. Как раз в это время Сиэтл стал очень популярным в музыкальном плане. Группы из Сиэтла начали получать национальное признание.
The Gits тоже получили частицу славы, о них узнали не только в Америке, но и в Европе, несмотря на то, что у них не было постоянной записывающей компании.
В 1993 году стало ясно, что Gits дошли до края, стали достаточно популярными, чтобы на них обратила внимание большая звукозаписывающая компания. Работа, начатая в середине 1993 года, называлась Enter: The Conquering Chicken, второй альбом, который должен был стать прорывом для The Gits. Все шло хорошо, но в ночь на 7 июля 1993 вокалистка, автор текстов их песен Миа Сапата была изнасилована и убита, когда она возвращалась домой от своих друзей поздней ночью.

### Расследование убийства
После того, как прошёл шок от смерти Сапаты, оставшиеся члены Gits и музыкальная общественность Сиэтла начали интенсивное расследование её смерти. Полицейский департамент Сиэтла сконцентрировал своё расследование на друзьях Сапаты, считая, что убил её кто-то из них. Используя средства, собранные музыкальной общественностью Сиэтла, оставшиеся члены группы наняли частного детектива Ли Хирона. Три года Хирон и полиция Сиэтла расследовали убийство без малейших продвижений. В 1996 информация об расследовании впервые получило распространение в эпизоде программы «Нераскрытые тайны». Потом это преступление ещё было освещено в нескольких ТВ программах — A&E’s Американское правосудие, Cold Case Files, City Confidential, CBS’s 48 Hours and FOX’s America’s Most Wanted.
Прошло семь лет, пока не появились новые зацепки в расследовании. Случайная проверка ДНК, проведенная полицией Сиэтла, привела к аресту рыболова Джизеса Мескии (Хесуса Мескуйа, выходца с Кубы), который некоторое время жил в Сиэтле в период, когда была убита Сапата. Его ДНК совпала с образцами, которые извлекли из слюны, найденной на теле Сапаты. Образец оставался на сохранении до того времени, пока не была разработана технология STR, которая позволила полностью извлечь информацию из ДНК. ДНК Мескии был занесен в базу данных ДНК после его ареста за кражу со взломом во Флориде в 2002 году.
25 марта 2004 года суд признал Джизеса Мескию виновным в убийстве Мии Сапаты, и приговорил его к 36 годам лишения свободы — наибольшему разрешенному в штате Вашингтон сроку тюремного заключения.

### Близкие проекты
После смерти Мии Сапаты и посмертного издания Enter: The Conquering Chicken бывшие члены Gits организовали несколько собственных проектов. Первым был Dancing French Liberals of '48, который собрал всех бывших членов the Gits, а также гитариста Джулиана Гибсона (бывший DC Beggars). Их музыка была схожа со звуком Gits, но с уклоном в более тяжелый панк. Они выпустили один EP (Scream Clown Scream) и полноценный альбом (Powerline) на студии Broken Rekids, затем распались в поздних 90-х.
Параллельно с Dancing French Liberals of '48, Spleen, Dresdner и Moriarty играли в Evil Stig, проекте, основанном рок-легендой Джоан Джетт. Речь о проекте зашла когда группа узнала, что Джетт — давняя поклонница Gits. После смерти Сапаты Джетт и фронтвумен Bikini Kill/Le Tigre Кэтлин Ханна совместно написали песню «Go Home» в память о Мии. В конце клипа прозвучала просьба сообщить любую известную информацию об убийстве Сапаты. После просмотра клипа оставшиеся члены группы попросили Джетт присоединится к Evil Stig. Группа отправилась на гастроли в 1995: в её репертуаре были песни Gits и Джоан Джетт. Средства, вырученные в турне, были отправлены на расследование убийства Сапаты. Одноимённый альбом вышел в том же году, гонорар тоже был отправлен на расследование.
Отметим также, что группа 7 Year Bitch, участницы которой дружили с Сапатой, записали в память о ней, а также о своей скончавшейся от удушья гитаристке Стефани Сарджент свой второй альбом — Viva Zapata.

### Фильм
История The Gits была отражена в документальном фильме, названном просто The Gits. Фильм впервые был показан в 2005 году на Интернациональном Кинофестивале в Сиэтле и получил хорошие отзывы. Окончательная версия фильма была принята и показана в 2007 году на фестивале SXSW в Остине, штат Техас.

### Прочие сведения
Хардкор-группа из Калифорнии Retching Red включила кавер на песню Gits («Spear and Magic Helmet») в свой дебютный альбом «Get Your Red Wings».
Кантри-группа Richmond Fontaine написали для Gits песню-трибьют, названую «The Gits».

## Дискография

### Альбомы
- Frenching the Bully (C/Z Records), (1992)
- Enter: The Conquering Chicken (C/Z Records), (1994)
- Kings & Queens (Broken Rekids), (1996)
- Seafish Louisville (Broken Rekids), (2000)
- Frenching The Bully (Reissue) (Broken Rekids), (2003)
- Enter: The Conquering Chicken (Reissue) (Broken Rekids), (2003)

### Синглы/ЕР
- Precious Blood b/w «Seaweed» and «Kings & Queens» (Big Flaming Ego Records), (1990)
- Second Skin b/w «Social Love» (Broken Rekids), (1991)
- Spear And Magic Helmet b/w «While You’re Twisting, I’m Still Breathing» (Empty Records), (1991)

### Компиляции/Саундтреки
- «Here’s to Your Fuck» and «Ain’t Got No Right» on Bobbing For Pavement: The Rathouse Compilation (Rathouse/Broken Rekids), (1991)
- «Drinking Song» on Power Flush: San Francisco, Seattle & You (Broken Rekids), (1993)
- «Guilt Within Your Head» and «Social Love (Live)» on Home Alive: The Art Of Self-Defense (Epic Records), (1996)
- «Second Skin (Live)» on Hype! The Motion Picture Soundtrack, (Sub Pop Records), (1996)
- «Another Shot of Whiskey» on Wild and Wooly: The Northwest Rock Collection (Experience Music Project/Sub Pop Records), (2000)
- «Whirlwind» on Girls Kick Ass (Vitaminepillen), (2001)
- «Absynthe» on Whatever: The 90’s Pop & Culture Box (Rhino/WEA), (2005)
- «Another Shot of Whiskey» on Sleepless In Seattle: The Birth of Grunge (LiveWire Recordings, 2006)